# 이토자키역
이토자키역(일본어: 糸崎駅 이토자키에키[*])은 일본 히로시마현 미하라시에 있는 서일본 여객철도 · 일본화물철도 산요 본선의 역이다.

## 타는 곳
| 플랫폼 | 노선        | 방향   | 행선지                                   |
| ------ | ----------- | ------ | ---------------------------------------- |
| 1      | ■ 산요 본선 | 상행선 | 오노미치 · 후쿠야마 · 히로시마 방면      |
| 2      | ■ 산요 본선 | 하행선 | 미하라 · 히로시마 · (■ 구레선) 구레 방면 |

## 이용 현황
| 연도     | 하루 평균 승차 인원 |
| -------- | ------------------- |
| 1999년도 | 1,413               |
| 2000년도 | 1,350               |
| 2001년도 | 1,255               |
| 2002년도 | 1,147               |
| 2003년도 | 1,023               |
| 2004년도 | 987                 |
| 2005년도 | 973                 |
| 2006년도 | 967                 |
| 2007년도 | 947                 |
| 2008년도 | 927                 |
| 2009년도 | 847                 |

## 이토자키 오프레일 스테이션
이토자키 역 남쪽에 있는, 일본화물철도의 컨테이너 배치기지이다. 12피트의 컨테이너 화물을 취급하고 있어, 화물열차 대체의 트렁크 편이 거점역인 히가시후쿠야마역과의 사이에 하루 2.5회 왕복 설정되어 있다.

## 역 주변
- 미쓰비시 중공업 종이·인쇄기계 사업부
- 미쓰비시 중공업 플랜트 · 교통 시스템 사업센터
- 국도 제2호선

## 인접 정차역
| 서일본 여객철도 산요 본선 | 서일본 여객철도 산요 본선 | 서일본 여객철도 산요 본선 |
| ------------------------- | ------------------------- | ------------------------- |
| 오노미치 고베 방면        | ■ 산요 본선               | 미하라 모지 방면          |